# Leopoldius signatus
Leopoldius signatus là một loài ruồi thuộc chi Leopoldius trong họ Conopidae.

## Hình ảnh

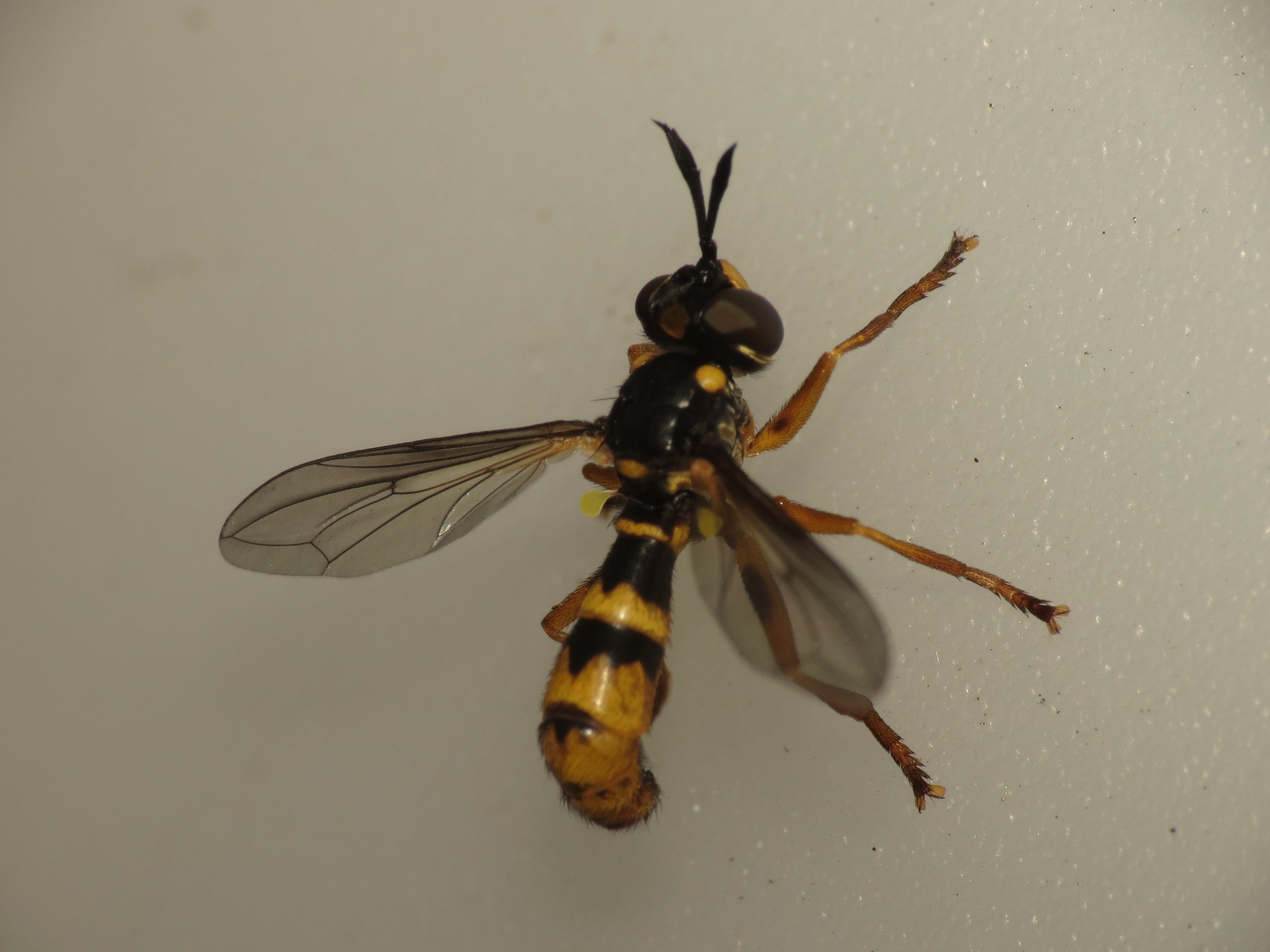